# 굿 닥터 (2018년 드라마)
《굿 닥터》(일본어: グッド・ドクター, 영어: The Good Doctor)는 2018년 방영된 일본의 의학 드라마이다. 2013년에 방영된 한국의 동명 텔레비전 드라마를 원작으로 한다.

## 캐스트

### 주요 인물
| 연기자          | 일본판          | 한국판          | 배역 설명 |
| --------------- | --------------- | --------------- | --- |
| 야마자키 켄토   | 신도 미나토     | 박시온 (주원)   | 토고 대학 의학부를 수석 졸업해서 원장인 시가 아키라의 재량으로 토고 기념 병원 소아 외과에 배속된 레지던트이다. 자폐증과 서번트 증후군을 겪고 있다. 그렇기 때문에 경이적인 기억력을 가진 한 편으로 순수한 아이와 같은 면이 있다. 또, 그림에 재능이 있으며 인물 등을 충실하게 재현할 수 있다. 누구에게나 높임말을 사용한다. |
| 우에노 쥬리     | 세토 나츠미     | 차윤서 (문채원) | 토고 기념 병원 소아 외과에서 일하는 외과의이며 미나토의 지도 의사이다. |
| 후지키 나오히토 | 타카야마 세이지 | 김도한 (주상욱) | 토고 기념 병원 소아 외과 주임이다. |

### 토고 대학 병원 사람들
| 연기자          | 일본판            | 한국판          | 배역 설명 |
| --------------- | ----------------- | --------------- | --- |
| 에모토 아키라   | 시가 아키라       | 최우석 (천호진) | 토고 기념 병원 원장이다. 미나토를 유아기 때부터 알고 있으며 자신이 원장을 맡는 첫 병원에 소아 외과의 레지던트로 받아들였다. |
| 토츠기 시게유키 | 마미야 케이스케   | 고충만 (조희봉) | 토고 기념 병원 소아 외과에서 일하는 외과의이며 과장이다.                                                                    |
| 나카무라 유리   | 토고 미치         | 유채경 (김민서) | 토고 기념 병원의 전 이사장의 딸이다. 병원이 적자가 되어서 이사장으로 취임한다.                                              |
| 이타오 이츠지   | 이노구치 류노스케 | 강현태 (곽도원) | 토고 기념 병원 부원장이다. 원장 자리를 노리고 있으며 이야기의 흑막적인 존재이다.                                            |
| 아사카 코다이   | 나카지마 히토시   | 우일규 (윤박)   | 토고 기념 병원의 인턴 의사이다.                                                                                             |
| 마츠이 다이고   | 마루이            | 빈칸            | 토고 기념 병원의 인턴 의사이다                                                                                              |

### 토고 대학 병원 간호사들
| 연기자      | 일본판        | 한국판          | 배역 설명                                                                      |
| ----------- | ------------- | --------------- | ------------------------------------------------------------------------------ |
| 하마노 켄타 | 하시구치 타로 | 조정미 (고창석) | 토고 기념 병원 소아 외과 병동에서 근무하는 남성 간호사이다. 분위기 메이커이다. |
| 이케즈 쇼코 | 나카타니 유코 | 남주연 (진경)   | 토고 기념 병원 소아 외과 간호사장이다.                                         |

### 토고 대학 병원 환자들
| 연기자          | 일본판                   | 한국판          | 배역 설명 |
| --------------- | ------------------------ | --------------- | --- |
| 카와시마 유아   | 아이사와 나오            | 빈칸            | 소아 외과 병동에 입원한 여자 아이이다. |
| 사이토 타이요   | 타케치 린타로            | 빈칸            | 소아 외과 병동에 입원한 남자 아이이다. 백혈병 때문에 입원했다. |
| 코지마 레주     | 토미오카 케이타          | 빈칸            | 소아 외과 병동에 입원한 남자 아이이다. |
| 마츠카제 리사키 | 모리시타 이요 (8살:미상) | 나인해 (김현수) | 소아 외과 병동에 입원한 환자이다. 어렸을 때부터 계속 입원과 퇴원을 반복하고 있다. 3년 전 교통 사고로 부모는 사망했고 그 이후 계속 언니와 살고 있다. 담당 주치의는 미나토이다.                                         |
| 마츠이 아이리   | 모리시타 시오리          | 나인영 (엄현경) | 이요의 언니이다. 부모 사망 후 대학을 중퇴하고 하루종일 일해서 생활비나 이요의 치료비를 벌면서 살고 있다. |
| 하기와라 리쿠   | 타키가와 료헤이          | 빈칸            | 토고 기념 병원에 입원중인 환자이다. 이요가 짝사랑하고 있는 미남이다. 고등학생이며 입원 전에는 농구부 소속이였다. 농구 연습 중에 머리를 강타해서 뇌수종이 발병했다. 지금은 휠체어로 생활하고 있다. 후에 수술을 받는다. |

### 그 외 인물
| 연기자                              | 일본판            | 한국판                | 배역 설명 |
| ----------------------------------- | ----------------- | --------------------- | --- |
| 토야마 토시야                       | 신도 와타루       | 박춘성 (정호근)       | 신도 미나토의 친부이다. |
| 이케오카 료스케                     | 노노무라 유       | 빈칸                  | |
| 이노우에 소노코                     | 마츠다 케이코     | 빈칸                  | |
| 요시무라 카이토 (회상 장면 및 사진) | 타카야마 마사야   | 김수한                | 세이지의 동생이다. 미나토와 마찬가지로 자폐증이였다. 자동차를 무엇보다도 좋아해서 자동차 수리 공장에서 일하게 됐지만 머지않아 종업원으로부터 학대를 받아서 왕따를 당하게 됐다. 최종적으로 귀가길에 종업원들과 맞닥뜨렸을 때에 패닉에 잠겨 선로에서 달리는 기차에 뛰어들어서 자살을 했다. |
| 타나카 카나우 (회상 장면)           | 신도 소타         | 박시덕 (전준혁(아역)) | 미나토의 형이다. 자폐증 때문에 같은 세대의 아이들로부터 괴롭힘을 받는 동생을 누구보다도 아끼고 있으며 폐옥에 비밀 기지를 만들어서 놀고 있었다. 하지만, 폐옥에 기대어 세워져 있던 철골이 붕괴돼서 동생을 안전 시대로 밀어 보내가 깔려서 희생을 한다.                                      |
| 하바 유이치                         | 오노데라 카즈후미 | 회장 (김창완)         | 빈칸 |

### 특별 출연
- 니시하라 아키 : 코타의 엄마 역
- 마에카와 야스유키 : 후지사키 류이치 역
- 미네기시 키아라 : 카시와기 마사키 역
- 안도 세이 : 카시와기 쇼코 역
- 야마다 안나 : 스가와라 유이나 역
- 쿠로사와 아스카 : 스가와라 마키 역
- 타카하시 요 : 이치카와 히데오 역
- 마에다 아키 : 이치카와 시오리 역
- 타케노야 사키 : 이치카와 미유 역
- 나카지마 코토네 : 이시야마 마이 역
- 무라카미 준 : 오이시 슈지 역
- 에렌 : 오이시 카오루 역
- 타카마츠 사키 : 오이시 아카리 역
- 조 카이리 : 하야마 히비키 역
- 미우라 마사키 : 하야마 테츠로 역
- 엔도 타츠오 : 타카야마의 아버지 역
- 카네자와 키쿠코 : 타카야마의 어머니 역
- 호리우치 케이코 : 츠루타 사츠키 역
- 시노하라 유키코 : 미즈노 리카 역
- 모리오카 류 : 미즈노 사토루 역
- 후쿠다 마유코 : 쿠라타 나나코 역
- 후지와라 키세츠 : 마부치 켄타로 역
- 야마시타 요리에 : 쿠라타 요시에 역
- 토리고에 소마 : 하야미 하루토 역
- 사카이 와카나 : 하야미 카오리 역
- 이케다 유토 : 하야미 쇼타 역
- 오카베 나오 : 하야미 타카시 역
- 토네사쿠 토시히데 : 모리오카 유타카 역
- 미야타 사나에 : 타키가와 레이카 역
- 무라카와 에리 : 요시모토 케이코 역
- 콘도 코에 : 요시모토 코이치로 역
- 후루카와 린 : 요시모토 미사키 역

## 스태프
- 원작 - KBS TV 월화드라마 《굿 닥터》
- 각본 - 토쿠나가 유이치, 오키타 하루카
- 의료 감수 - 부산 왕위 역사 (교린다이가쿠 병원), 와타나베 요시코 (교린다이가쿠 병원), 니시와키 슌지 (하타이 클리닉)
- 취재 협력 - 타카다 테츠야 (히요시 메디컬 클리닉)
- 프로듀스 - 후지노 료타, 카네시로 아야카
- 협력 프로듀스 - 니시사카 미즈키
- 연출 - 카나이 히로, 아이자와 히데유키
- 제작 - 후지 TV 드라마 제작 센터

### 방송 일자
| 회차                                                        | 방송 일자 | 방송 일자 | 부제                                                                       | 각본            | 연출              | 시청률 |
| 회차                                                        | 일본판    | 한국판    | 부제                                                                       | 각본            | 연출              | 시청률 |
| ----------------------------------------------------------- | --------- | --------- | -------------------------------------------------------------------------- | --------------- | ----------------- | ------ |
| 제1화                                                       | 7월 12일  | 09월 13일 | 가장 순수한 소아 외과의 탄생! 어린 생명을 지키기 위해 투쟁 의사들의 감동작 | 토쿠나가 유이치 | 카나이 히로       | 11.5%  |
| 제2화                                                       | 7월 19일  | 09월 20일 | 여고생이 미숙아를 긴급 출산! 작은 생명을 지키고 싶다...                    | 토쿠나가 유이치 | 카나이 히로       | 10.6%  |
| 제3화                                                       | 7월 26일  | 09월 27일 | 병원을 차례로 돌림 된 소녀! 저장하고 뿐인데...                             | 오키타 하루카   | 아이자와 히데유키 | 11.6%  |
| 제4화                                                       | 8월 02일  | 10월 04일 | 신원 불명의 여자를 미나토가 처음 담당!? 소녀의 슬픈 비밀                   | 토쿠나가 유이치 | 아이자와 히데유키 | 10.6%  |
| 제5화                                                       | 8월 09일  | 10월 11일 | 천재 소년의 가성이 병마로! 미나토, 소아 외과의를 해고…?                    | 오키타 하루카   | 카나이 히로       | 12.2%  |
| 제6화                                                       | 8월 16일  | 10월 18일 | 내 아기를 구해줘…. 미나토가 도전하다! 모체인가 아이인가                    | 오키타 하루카   | 아이자와 히데유키 | 10.8%  |
| 제7화                                                       | 8월 23일  | 10월 25일 | 전 소아 외과 환자가 재입원! 결혼 직전의 두 사람에게 비극이…                | 토쿠나가 유이치 | 노다 유스케       | 13.0%  |
| 제8화                                                       | 8월 30일  | 11월 01일 | 중병을 앓는 어린 목숨…가족이 안는 각각의 마음…                             | 오키타 하루카   | 카나이 히로       | 09.4%  |
| 제9화                                                       | 9월 06일  | 11월 08일 | 몇 번 수술하면 만족해? 엇갈리는 자매의 마음에 미나토는… 드디어 마지막장!   | 오키타 하루카   | 아이자와 히데유키 | 10.2%  |
| 제10화                                                      | 9월 13일  | 11월 15일 | 모든 어린이가, 어른이 될 수 있게. 작은 생명을 잇기 위한 마지막 싸움        | 토쿠나가 유이치 | 카나이 히로       | 12.4%  |
| 평균 시청률 11.2% (시청률은 칸토 지구·비디오 리서치사 조사) |           |           |                                                                            |                 |                   |        |